# جيم نيكولسون
جيم نيكولسون (بالإنجليزية: Jim Nicholson (Secretary of Veterans Affairs))‏ (و. 1938 – م) هو سياسي، ومحام، ودبلوماسي من الولايات المتحدة الأمريكية ولد في ستروبل.
وهو عضو في الحزب الجمهوري .

## التعليم
تعلم في الأكاديمية العسكرية الأمريكية، وجامعة كولومبيا.